# Eisenberg (Pfalz)
Eisenberg (Pfalz) è una città di 9 313 abitanti della Renania-Palatinato, in Germania.

È il centro maggiore, ma non il capoluogo, del circondario del Donnersberg, ed è capoluogo della comunità amministrativa omonima.

## Geografia antropica
Alla città di Eisenberg appartengono le frazioni (Ortsbezirk) di Steinborn e Stauf; entrambe sono amministrate da un consiglio di frazione (Ortsbeirat).

## Amministrazione

### Gemellaggi
Eisenberg è gemellata con:
- Sanvignes-les-Mines, dal 1970
- Baldock